# 美国第一夫人
美国第一夫人，為美国白宫的女主人，通常是指现任美国总统的妻子。雖然美國第一夫人的角色從未被明文規定或正式定義，但她在美國的政治和社會中佔有舉足輕重的地位。20世紀初開始，美國第一夫人受到政府職員的協助，也就是現今的美國第一夫人辦公室，總部位於白宮的東翼。第一夫人轄下的第一夫人辦公室主要負責白宮的社交及禮儀活動，其編制上包括白宮社交秘書、幕僚長、新聞秘書、白宮首席花藝設計師以及白宮行政總廚等職員，屬美國總統行政辦公室的一部分。现任美国第一夫人为第47任美國总统唐納·川普的妻子梅拉尼娅·特朗普。
美國至今還未出現第一先生。首名女州長米里亞姆·弗格森則在1925年於德州當選，其丈夫小詹姆斯·弗格森成為首位美國州份的第一先生。
美國歷史上至今共有48位及49任第一夫人，另有9人曾經擔任不被白宮正式承認的非正式第一夫人職務。首任第一夫人是喬治·華盛頓的妻子馬莎·華盛頓。弗朗西斯·克利夫蘭因其丈夫曾經分別擔任第22任及第24任美國總統，故亦兩次擔任第一夫人。前總統約翰·泰勒及伍德羅·威爾遜在任時均因妻子去世而再娶，故有兩任第一夫人。另外，有4位第一夫人實際上在其夫就職時經已去世，但仍被白宮追認為第一夫人。詹姆斯·布坎南为唯一未婚的美国总统，其在任時的第一夫人、其外甥女哈麗特·萊恩是唯一一位被正式承認而又非總統妻子的第一夫人。希拉里·克林顿是美國首位且唯一一位擔任過內閣成員的前第一夫人，在巴拉克·歐巴馬執政期間擔任美国国务卿，在此之前也擔任聯邦參議員，也是首位也是唯一一位就職聯邦參議員時同時也是第一夫人的政治人物。
現時仍有4位前第一夫人在世，包括希拉里·克林顿、劳拉·布什、米歇爾·奧巴馬及吉尔·拜登。2025年1月20日，梅蘭妮亞·川普隨著其丈夫唐納·川普上任第47任美國總統而成為第49任第一夫人。
2007年，美國鑄幣局設立第一夫人計劃，在發佈總統1美元硬幣的同時，發行半盎司重的第一夫人金幣，在正面雕刻有第一夫人的肖像。若總統任內沒有配偶，則會刻有自由女神像；其中，在任時同樣沒有配偶的切斯特·艾倫·阿瑟在計劃中改為雕刻女權主義領袖艾麗斯·保羅的肖像。

## 现仍在世的前任第一夫人
總共有4位仍在世的前任第一夫人，如下所示。

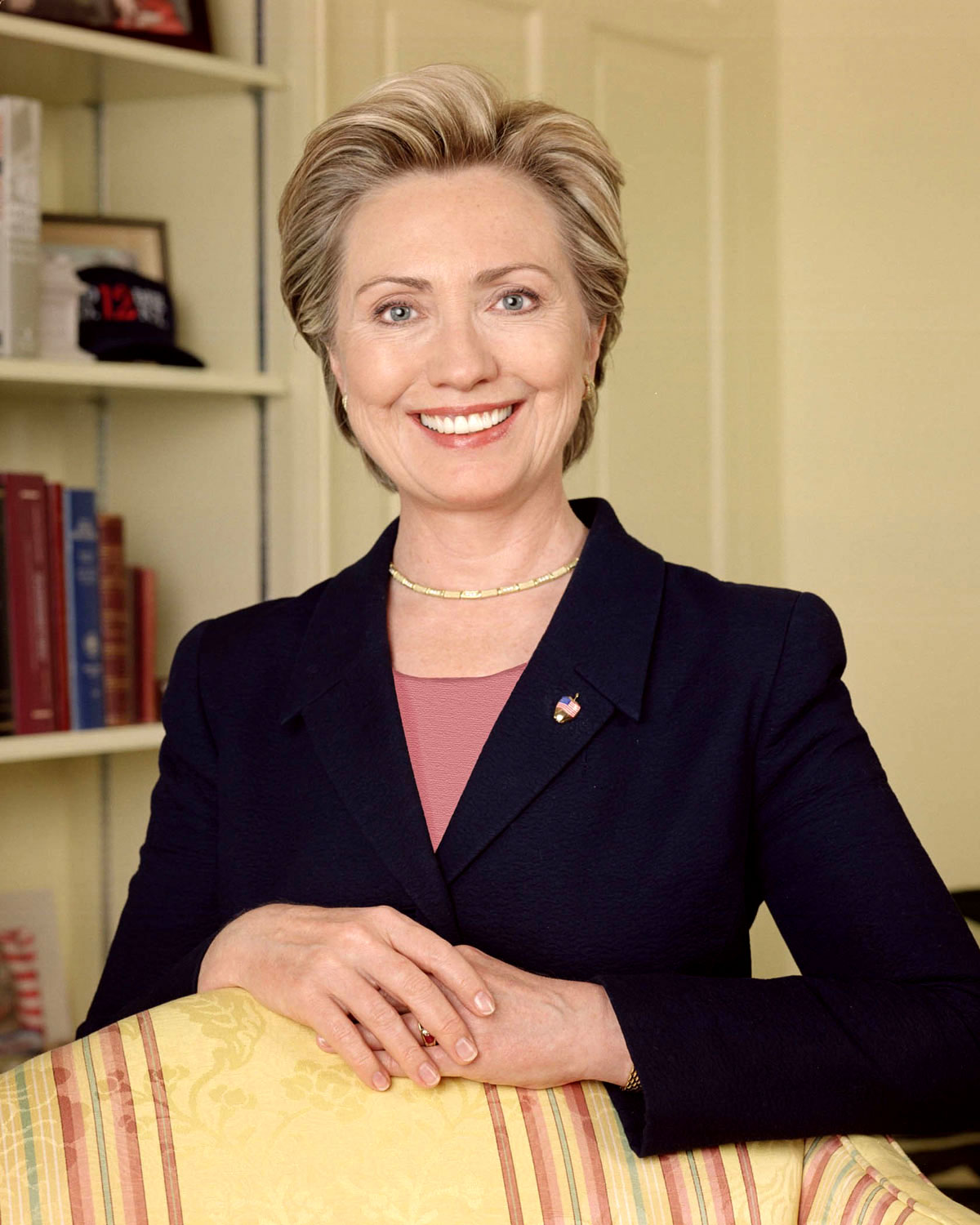
希拉里·克林顿 1993年─2001年在任 1947年生（77歲） 總統為比尔·克林顿
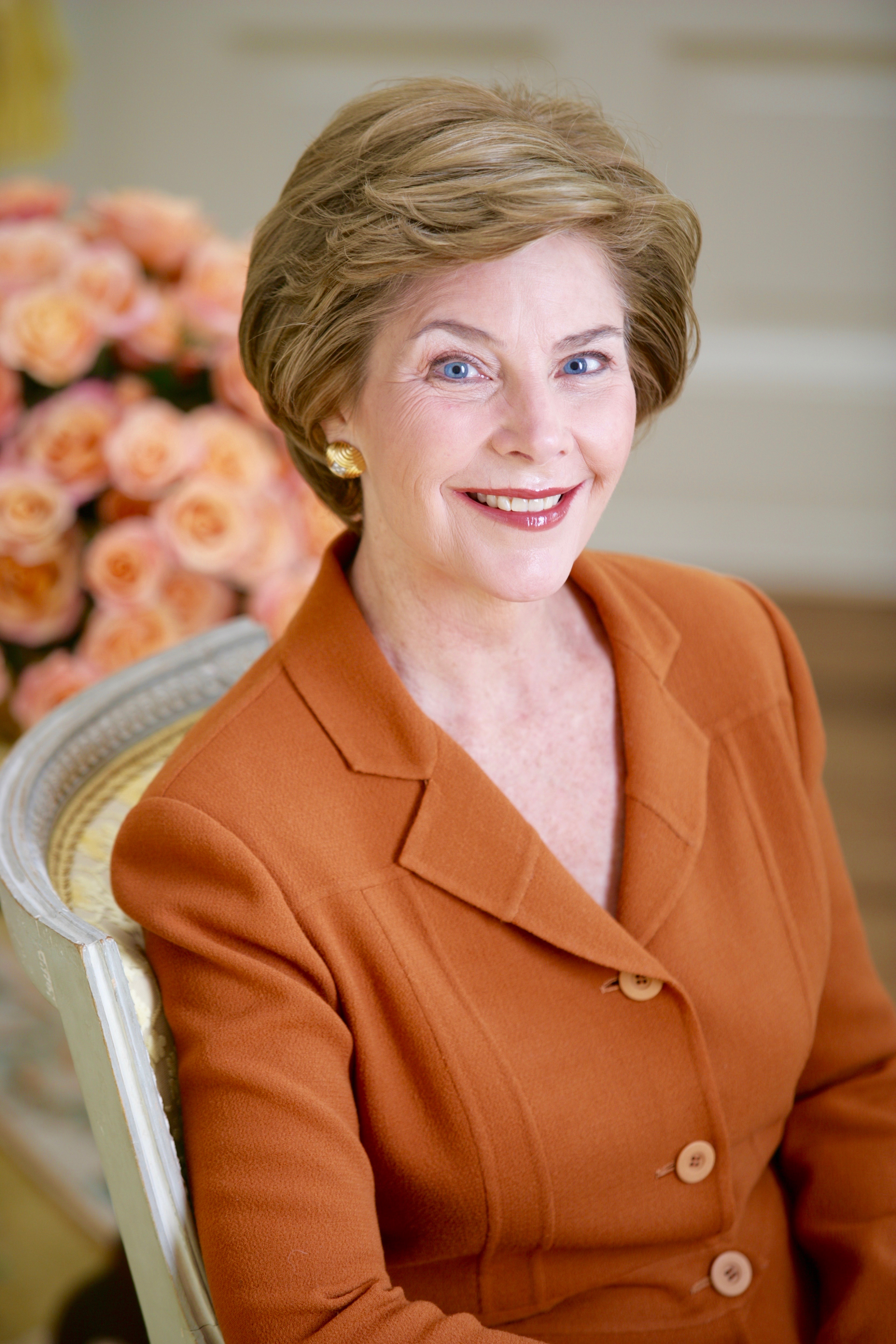
劳拉·威尔士·布什 2001年─2009年在任 1946年生（78歲） 總統為乔治·沃克·布什
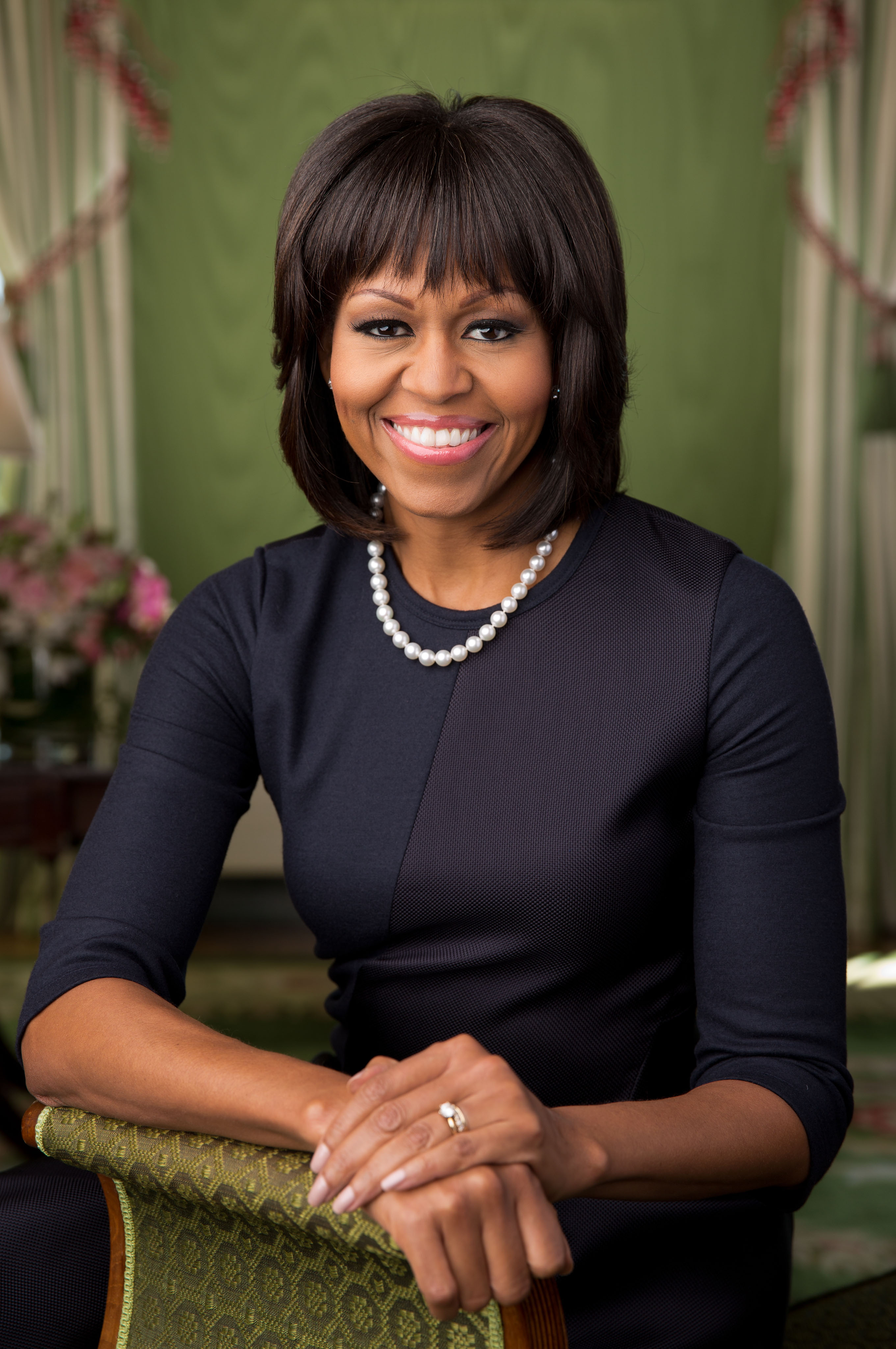
米歇尔·歐巴馬 2009年─2017年在任 1964年生（61歲） 總統為贝拉克·奥巴马
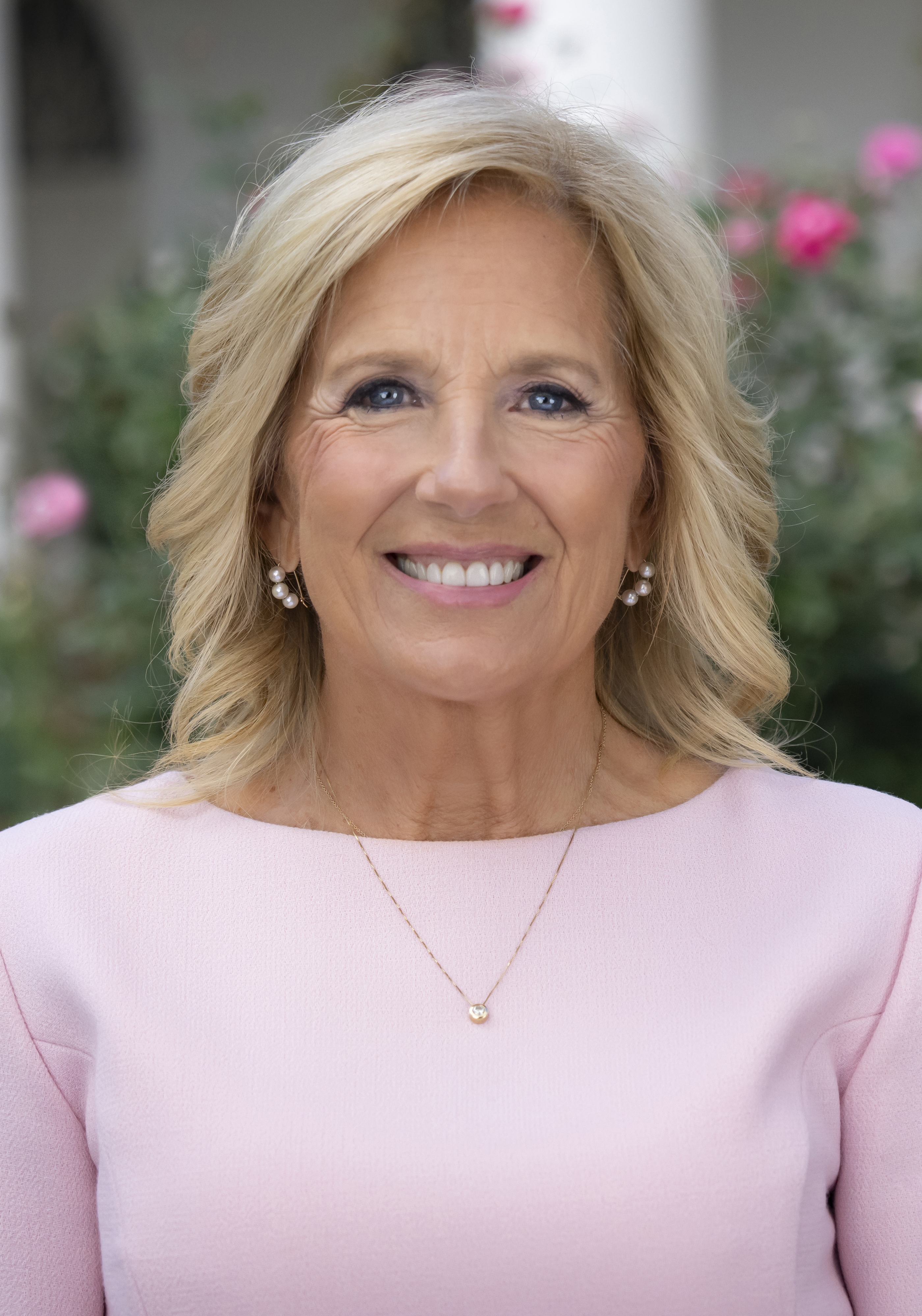
吉尔·拜登 2021年─2025年在任 1951年生（74歲） 總統為乔·拜登

最近一位過世的前第一夫人為總統吉米·卡特夫人罗莎琳·卡特（1977年─1981年在任），於2023年11月19日過世，享耆壽96歲。

## 外部連結
- Alphabetical List of First Ladies of the United States （页面存档备份，存于）
- Office of the First Lady （页面存档备份，存于）
- First Lady's Gallery （页面存档备份，存于）
- The National First Ladies' Library （页面存档备份，存于）
- The First Ladies at the Smithsonian （页面存档备份，存于）